# Port lotniczy Interlaken-Matten
Port lotniczy Interlaken-Matten – szwajcarski port lotniczy położony w miejscowości Matten bei Interlaken, w kantonie Berno.